# Eurytoma chrysothrix
Eurytoma chrysothrix is een vliesvleugelig insect uit de familie Eurytomidae. De wetenschappelijke naam is voor het eerst geldig gepubliceerd in 1924 door Waterston.